# Marianna Alcoforado
Marianna Alcoforado, "Syster Marianna", född 22 april 1640 och död 28 juli 1723, var en portugisisk nunna.
Hennes kärleksbrev äger som dokument av kvinnlig erotik ett stort historiskt och litterärt intresse. Hennes älskade, en fransk greve, sedermera marskalk av Frankrike, lät 1699 utge dem under titeln Lettres portugaises. Rosseau, som frånkände kvinnorna såväl förmågan att älska med verklig passion som litterär begåvning, beundrade breven, men förklarade, att han var övertygad om att de var skrivna av en man. Många litteraturvetare är av uppfattningen att breven är fiktiva och skrevs av Gabriel de Guilleragues.